# Giuseppe Alinovi (compositore)
Giuseppe Alinovi (Parma, 27 settembre 1790 – Parma, 18 marzo 1869) è stato un compositore italiano.

## Biografia
Dopo aver compiuto studi letterari si dedicò alla musica, sotto la guida del maestro Francesco Fortunati. Iniziò l'attività di compositore nell'autunno del 1811, con alcuni brani che furono eseguiti nel teatro di Santa Caterina, assieme alla commedia musicale La pietra simpatica di Silvestro Palma, dai cantori della Società musico-filodrammatica di Parma.
Nel 1817 eseguì la concertazione delle opere di Rossini Il turco in Italia e Il barbiere di Siviglia, rappresentate a Parma. In marzo del 1822 fu nominato organista delle funzioni solenni della chiesa di Santa Maria della Steccata e due anni dopo diventò organista di corte al servizio della cappella ducale.
Dopo la morte del maestro di cappella Ferdinando Simonis (marzo 1837) ne ereditò tutte le cariche: maestro di cappella,  direttore dei concerti di corte e direttore della scuola di musica fondata dalla duchessa Maria Luisa d’Austria, l'odierno Conservatorio di Parma. Sotto la sua direzione, che durò quasi un ventennio, la scuola ebbe un notevole sviluppo: il numero degli alunni crebbe notevolmente e furono aggiunti nuovi insegnamenti strumentali a quelli preesistenti. In giugno del 1847 l'Alinovi fu nominato con decreto ducale insegnante di composizione, di alto contrappunto e di pianoforte, cattedre che occupò fino al 1859, quando lasciò il posto per raggiunti limiti d'età. Dal 1838 al 1840 fu anche direttore della Società filarmonica ducale.

## Composizioni
Giuseppe Alinovi compose musica sacra e profana, sia strumentale che vocale. Ne fu pubblicata però solo una minima parte, il resto è conservato come manoscritto in diverse biblioteche italiane, specialmente nella biblioteca del Conservatorio di Parma. Tra le composizioni edite più note, oltre a una sinfonia per orchestra e parecchie arie per voce e orchestra, sono da citare: 
- Pasquale, ossia il postilione burlato, divertimento per corno da caccia con accompagnamento d'orchestra (Milano, Ricordi)
- Introduzione e tema originale con variazioni per pianoforte (Milano, Ricordi)
- Messa da requiem a quattro voci con orchestra
- Messa da requiem a tre voci con orchestra